# Liste des dépendances de Saint-Martial de Limoges
L'abbaye Saint-Martial de Limoges possédait de nombreuses dépendances et prieurés, dispersés dans tout le sud-ouest de la France, de l'Aveyron jusqu'en Charente. Au XIIIe siècle, à l'apogée de l'abbaye, on en compte jusqu'à quatre-vingt quatre.
- Saint-Pierre d'Anais
- Saint-Martial d'Apelle
- Notre-Dame des Arcs (commune de Folles)
- Notre-Dame des Arènes, situé aux environs de la rue des Arènes à Limoges
- Saint-Pierre-et-Saint-Pardoux d'Arnac-Pompadour
- Prieuré d'Asprières
- Notre-Dame et Saint-Nicolas d'Aubusson
- Prieuré d'Azat
- Prieuré d'Azerables
- Prieuré de Benayes
- Prieuré de la Bussière-Madeleine, aujourd'hui à La Souterraine
- Saint-Christophe du Pas de la Celle
- Priéuré de Chalais
- Sainte-Valérie de Chambon-sur-Voueize
- Prieuré de Chérignac
- Prieuré de Chezelles
- Prieuré de Cirrat, aujourd'hui sur la commune de La Porcherie
- Prieuré de Clairavaux, supprimé en 1282
- Prieuré de Clavières, aujourd'hui dans la commune de Nantiat
- Prévôté de Couzeix
- Prieuré de Dun-sur-Auron, installé sous le règne de Philippe Auguste
- Prieuré Saint-Martial d'Entraygues
- Prieuré d'Excideuil, donné à l'abbaye en 1157 par l'évêque de Périgueux
- Saint-Pierre d'Eyraud, appartenant à l'abbaye au XIIIe siècle, supprimé au XVIe siècle
- Prieuré de Felletin
- Prévôté de Feyt, supprimée en 1535
- Prieuré de la Barrède, aujourd'hui à Proissans
- Prieuré de la Beyne, aujourd'hui dans la commune du Montat
- Prieuré de la Brousse, aujourd'hui dans la commune de Measnes
- Prieuré de la Brunie, aujourd'hui dans la commune de Saint-Cyr
- Prieuré de La Croix, fondé en 1224 et supprimé en 1282
- Prieuré de La Crouzille, aujourd'hui dans la commune de Saint-Sylvestre, attesté en 1481
- Prieuré de Lapanouse, attesté dès 1097
- Prieuré de Saint-Hilaire de la Roche, en Charente
- Prévôté de La Souterraine, fondée en 1017 et supprimée en 1744
- Prieuré de Laurens
- Prieuré de Laurière, cédé en 1271 à l'évêque de Limoges
- Prieuré du Douhet
- Prieuré du Fleix
- Prieuré du Forneu ou Fornos, aujourd'hui dans la commune de Saint-Sauveur
- Prieuré des Cars, donné à l'abbaye au XIe siècle et supprimé en 1535.
- Prieuré des Cluzeaux, en Dordogne
- Prieuré des Combes, un quartier de la ville de Limoges
- Prieuré de Lisse,
- Prieuré de Lussac-les-Églises
- Prieuré de Maillol, à Montclard en Dordogne
- Prieuré de Manot
- Prieuré de Mansac
- Prieuré de Marval
- Prieuré de Mauvières
- Prieuré de Mérignat
- Prieuré de Montendre
- Prieuré de Montfaucon
- Prieuré de Montlieu
- Prieuré de Montmorillon
- Prieuré de Mouthiers-sur-Boème
- Prieuré de Moutier-Malcard
- Prieuré de Mouton
- Prieuré de Naillat
- Prieuré de Panazol
- Prévôté de Paunat
- Prieuré de Peyrat-le-Château
- Prieuré de Podium Molonum
- Prieuré de Rieupeyroux
- Prieuré Saint-Martial de Rosier
- Prieuré de Roth, à Saint-Pantaléon
- Prieuré de Roussac
- Prieuré de Ruffec
- Prieuré de Saint-Aubin de Cadelech
- Prieuré de Saint-Denys-des-Murs
- Prieuré de Sainte-Berthe à Gartempe
- Prieuré de Sainte-Valérie de Limoges
- Prieuré de Sainte-Valière à Nevers
- Prieuré de Saint-Just
- Prieuré de Saint-Nazaire
- Prieuré de Saint-Saturnin de Séchaud
- Prieuré de Saint-Silvain
- Prévôté de Saint-Vaury
- Prieuré de Saint-Victor
- Prieuré de Saujon
- Prieuré de Serréméan à Mirabel dans la Drôme
- Prieuré de Seniac à Rosiers d'Egletons
- Prévôté de Seychères
- Prieuré de Soyans
- Prieuré de Tayac
- Prieuré de Tarn à Aixe
- Prieuré de Taussac
- Prieuré de Terrasson
- Prieuré de Vallière
- Prieuré de Verneughéol
- Prieuré de Verneuil-sur-Vienne
- Prieuré de Veyrines à Nexon
- Prieuré de Vigeois, un monastère qui existait sans doute dès le VIe siècle. À certaines époques il disposait d'un abbé[2].
- Prieuré de Villards à Darnac
- Prieuré de Vitaterne